# Superserien 2015
La Superserien 2015 è la 31ª edizione del campionato di football americano di primo livello, organizzato dalla SAFF.

## Squadre partecipanti
| Club                    | Città        | Stadio | Sponsor ufficiale | Risultato nella stagione 2014 |
| ----------------------- | ------------ | ------ | ----------------- | ----------------------------- |
| Carlstad Crusaders      | Karlstad     |        |                   |                               |
| Kristianstad Predators  | Kristianstad |        |                   |                               |
| Limhamn Griffins        | Malmö        |        |                   |                               |
| Örebro Black Knights    | Örebro       |        |                   |                               |
| Stockholm Mean Machines | Stoccolma    |        |                   |                               |
| STU Northside Bulls     | Täby         |        |                   |                               |
| Tyresö Royal Crowns     | Tyresö       |        |                   |                               |
| Uppsala 86ers           | Uppsala      |        |                   |                               |
| Västerås Roedeers       | Västerås     |        |                   |                               |

## Stagione regolare

### Calendario

#### 1ª giornata
| Malmö 2 maggio 2015, ore 15:00 | Limhamn Griffins | 27 – 9 referto | Västerås Roedeers | Hästhagens IP |

| Solna 2 maggio 2015, ore 17:00 | STU Northside Bulls | 51 – 7 referto | Stockholm Mean Machines | Bergshamra IP |

| Karlstad 3 maggio 2015, ore 15:00 | Carlstad Crusaders | 14 – 7 referto | Uppsala 86ers | Tingvalla IP |

#### 2ª giornata
| Stoccolma 9 maggio 2015, ore 15:00 | Stockholm Mean Machines | 0 – 39 referto | Uppsala 86ers | Zinkensdamms Idrottsplats |

| Västerås 9 maggio 2015, ore 15:00 | Västerås Roedeers | 13 – 62 referto | Tyresö Royal Crowns | Swedbank Park |

| Malmö 10 maggio 2015, ore 15:00 | Limhamn Griffins | 13 – 41 referto | Carlstad Crusaders | Hästhagens IP |

#### 3ª giornata
| Kristianstad 15 maggio 2015, ore 19:00 | Kristianstad Predators | 35 – 0 referto | Limhamn Griffins | Vilans IP |

| Solna 16 maggio 2015, ore 17:00 | STU Northside Bulls | 25 – 62 referto | Tyresö Royal Crowns | Bergshamra IP |

| Uppsala 17 maggio 2015, ore 16:00 | Uppsala 86ers | 19 – 0 referto | Örebro Black Knights | Studenternas IP |

| Västerås 17 maggio 2015, ore 16:30 | Västerås Roedeers | 21 – 17 referto | Stockholm Mean Machines | Swedbank Park |

#### 4ª giornata
| Uppsala 22 maggio 2015, ore 19:00 | Uppsala 86ers | 46 – 7 referto | Västerås Roedeers | Studenternas IP |

| Örebro 23 maggio 2015, ore 16:15 | Örebro Black Knights | 21 – 7 referto | Limhamn Griffins | Behrn Arena |

| Forshaga 23 maggio 2015, ore 16:30 | Carlstad Crusaders | 67 – 0 referto | Stockholm Mean Machines | Ängevi Idrottsplats |

| Solna 23 maggio 2015, ore 17:00 | STU Northside Bulls | 69 – 56 referto | Kristianstad Predators | Bergshamra IP |

#### 5ª giornata
| Kristianstad 30 maggio 2015, ore 16:00 | Kristianstad Predators | 28 – 34 referto | Tyresö Royal Crowns | Vilans IP |

| Malmö 30 maggio 2015, ore 17:00 | Limhamn Griffins | 27 – 31 referto | Örebro Black Knights | Hästhagens IP |

| Stoccolma 30 maggio 2015, ore 19:00 | Stockholm Mean Machines | 0 – 21 referto | STU Northside Bulls | Zinkensdamms Idrottsplats |

| Uppsala 31 maggio 2015, ore 16:00 | Uppsala 86ers | 34 – 39 referto | Carlstad Crusaders | Studenternas IP |

#### 6ª giornata
| Karlstad 6 giugno 2015, ore 15:00 | Carlstad Crusaders | 56 – 28 referto | Kristianstad Predators | Tingvalla IP |

| Tyresö 6 giugno 2015, ore 17:00 | Tyresö Royal Crowns | 26 – 19 referto | Uppsala 86ers | Tyresövallen |

| Örebro 7 giugno 2015, ore 16:15 | Örebro Black Knights | 27 – 20 referto | Västerås Roedeers | Behrn Arena |

#### 7ª giornata
| Tyresö 12 giugno 2015, ore 19:00 | Tyresö Royal Crowns | 63 – 7 referto | STU Northside Bulls | Tyresövallen |

| Västerås 13 giugno 2015, ore 15:00 | Västerås Roedeers | 0 – 63 referto | Carlstad Crusaders | Swedbank Park |

| Kristianstad 13 giugno 2015, ore 16:00 | Kristianstad Predators | 54 – 6 referto | Stockholm Mean Machines | Vilans IP |

#### 8ª giornata
| Uppsala 17 giugno 2015, ore 19:00 | Uppsala 86ers | 54 – 29 referto | STU Northside Bulls | Studenternas IP |

| Örebro 17 giugno 2015, ore 19:00 | Örebro Black Knights | 7 – 28 referto | Carlstad Crusaders | Behrn Arena |

| Stoccolma 17 giugno 2015, ore 20:00 | Stockholm Mean Machines | 0 – 61 referto | Tyresö Royal Crowns | Zinkensdamms Idrottsplats |

| Malmö 18 giugno 2015, ore 19:00 | Limhamn Griffins | 7 – 42 referto | Kristianstad Predators | Hästhagens IP |

#### 9ª giornata
| Tyresö 27 giugno 2015, ore 17:00 | Tyresö Royal Crowns | 49 – 7 referto | Limhamn Griffins | Tyresövallen |

| Örebro 28 giugno 2015, ore 16:15 | Örebro Black Knights | 9 – 6 referto | Kristianstad Predators | Behrn Arena |

#### 10ª giornata
| Västerås 31 luglio 2015, ore 19:00 | Västerås Roedeers | 7 – 22 referto | Uppsala 86ers | Arosvallen |

| Tyresö 1º agosto 2015, ore 17:00 | Tyresö Royal Crowns | 23 – 13 referto | Örebro Black Knights | Tyresövallen |

| Solna 1º agosto 2015, ore 17:00 | STU Northside Bulls | 24 – 60 referto | Carlstad Crusaders | Bergshamra IP |

| Stoccolma 2 agosto 2015, ore 15:00 | Stockholm Mean Machines | 12 – 48 referto | Limhamn Griffins | Zinkensdamms Idrottsplats |

#### 11ª giornata
| Karlstad 8 agosto 2015, ore 15:00 | Carlstad Crusaders | 30 – 34 referto | Tyresö Royal Crowns | Tingvalla IP |

| Kristianstad 8 agosto 2015, ore 16:00 | Kristianstad Predators | 6 – 35 referto | Örebro Black Knights | Vilans IP |

| Solna 8 agosto 2015, ore 17:00 | STU Northside Bulls | 44 – 30 referto | Västerås Roedeers | Bergshamra IP |

#### 12ª giornata
| Västerås 15 agosto 2015, ore 17:00 | Västerås Roedeers | 21 – 56 referto | Kristianstad Predators | Swedbank Park |

| Tyresö 15 agosto 2015, ore 17:00 | Tyresö Royal Crowns | 48 – 12 referto | Stockholm Mean Machines | Tyresövallen |

| Uppsala 16 agosto 2015, ore 16:00 | Uppsala 86ers | 52 – 6 referto | Limhamn Griffins | Studenternas IP |

| Örebro 16 agosto 2015, ore 16:15 | Örebro Black Knights | 28 – 13 referto | STU Northside Bulls | Behrn Arena |

#### 13ª giornata
| Malmö 22 agosto 2015, ore 15:00 | Limhamn Griffins | 23 – 21 referto | STU Northside Bulls | Hästhagens IP |

| Kristianstad 22 agosto 2015, ore 16:00 | Kristianstad Predators | 13 – 49 referto | Uppsala 86ers | Vilans IP |

| Stoccolma 23 agosto 2015, ore 15:00 | Stockholm Mean Machines | 0 – 42 referto | Örebro Black Knights | Zinkensdamms Idrottsplats |

| Karlstad 23 agosto 2015, ore 15:00 | Carlstad Crusaders | 57 – 7 referto | Västerås Roedeers | Tingvalla IP |

### Classifica
La classifica della regular season è la seguente:
- PCT = percentuale di vittorie, G = partite giocate, V = partite vinte,  P = partite perse, PF = punti fatti, PS = punti subiti

| Pos. | Squadra                 | PCT   | G  | V  | N | P  | PF  | PS  |
| ---- | ----------------------- | ----- | -- | -- | - | -- | --- | --- |
| 1    | Tyresö Royal Crowns     | 1.000 | 10 | 10 | 0 | 0  | 462 | 154 |
| 2    | Carlstad Crusaders      | .900  | 10 | 9  | 0 | 1  | 455 | 154 |
| 3    | Uppsala 86ers           | .700  | 10 | 7  | 0 | 3  | 341 | 141 |
| 4    | Örebro Black Knights    | .700  | 10 | 7  | 0 | 3  | 213 | 149 |
| 5    | STU Northside Bulls     | .400  | 10 | 4  | 0 | 6  | 304 | 383 |
| 6    | Kristianstad Predators  | .400  | 10 | 4  | 0 | 6  | 324 | 286 |
| 7    | Limhamn Griffins        | .300  | 10 | 3  | 0 | 7  | 165 | 313 |
| 8    | Västerås Roedeers       | .100  | 10 | 1  | 0 | 9  | 135 | 421 |
| 9    | Stockholm Mean Machines | .000  | 10 | 0  | 0 | 10 | 54  | 452 |

## Playoff

### Tabellone
|  | Semifinali | Semifinali           | Semifinali |                    |    | XXX SM-Finalen       | XXX SM-Finalen | XXX SM-Finalen |  |
|  |            |                      |            |                    |    |                      |                |                |  |
|  | 1          | Tyresö Royal Crowns  | 25         |                    |    |                      |                |                |  |
|  | 1          | Tyresö Royal Crowns  | 25         |                    |    |                      |                |                |  |
|  | 4          | Örebro Black Knights | 28         |                    |    |                      |                |                |  |
|  | 4          | Örebro Black Knights | 28         |                    | 4  | Örebro Black Knights | 17             |                |  |
|  |            |                      |            |                    | 4  | Örebro Black Knights | 17             |                |  |
|  |            |                      | 2          | Carlstad Crusaders | 42 |                      |                |                |  |
|  | 2          | Carlstad Crusaders   | 2          | Carlstad Crusaders | 42 | 43                   |                |                |  |
|  | 2          | Carlstad Crusaders   |            |                    |    |                      |                |                |  |
|  | 3          | Uppsala 86ers        | 0          |                    |    |                      |                |                |  |

### Semifinali
| Karlstad 30 agosto 2015, ore 15:00 | Carlstad Crusaders | 43 – 0 | Uppsala 86ers | Tingvalla IP (987 spett.) |

| Tyresö 30 agosto 2015, ore 17:00 | Tyresö Royal Crowns | 25 – 28 | Örebro Black Knights | Tyresövallen |

### XXX SM-Finalen
| Arbitri: | J. Batzler J. Kaya M. Magnusson K. Leido Dahlin M. Amfridsson H. von Sydow |

| |           | |
| B. Koepp 10':40" Q1 (TD) 34yd run J. Dahre Q1 (pat) Hermodsson 7':49" Q2 (TD) 5yd run J. Dahre Q2 (pat) J. Magnusson 8':45" Q3 (TD) 2yd pass from Hermodsson J. Dahre Q3 (pat) Hermodsson 1':53" Q3 (TD) 13yd run J. Dahre Q3 (pat) J. Dahre 9':48" Q4 (TD) 15yd pass from Hermodsson J. Dahre Q4 (pat) B. Koepp 7':28" Q4 (TD) 50yd run J. Dahre Q4 (pat) | Marcatori | V. Lehtonen 3':10" Q1 (TD) 3yd run J. Cafferky Q1 (pat) J. Cafferky 9':42" Q2 (FG) 34yd fg J. Stal 5':43" Q4 (TD) 24yd pass from G. Welp J. Cafferky Q4 (pat) |

## Verdetti
- Carlstad Crusaders Campioni della Svezia 2015 (6º titolo)